# Nevățu
Nevățu – wieś w Rumunii, w okręgu Mehedinți, w gminie Balta. W 2011 roku pozostawała niezamieszkana.